# Раћонж
Раћонж (пољ. Raciąż) град је у Пољској у Војводству мазовском. По подацима из 2012. године број становника у месту је био 4707.

## Становништво
| 2012. |
| ----- |
| 4.707 |